# Ikke truet
Ikke truet (LC) (engelsk: least concern) er en term som anvendes indenfor rødlistning af arter. Den danske rødliste bruger betegnelsen Livskraftig
En art tilhører kategorien "ikke truet", hvis det ved vurderingen viser sig, at den ikke opfylder kriterierne for hverken kritisk truet (CR), truet (EN) eller sårbar (VU) eller vurderes at være næsten truet (NT). 
For eksempel, se Kategori:IUCN Rødliste - ikke truede arter